# Open Gaz de France 1996
Open Gaz de France 1996 — жіночий тенісний турнір, що проходив на закритих кортах з килимовим покриттям П'єр де Кубертен у Парижі (Франція). Належав до турнірів 2-ї категорії в рамках Туру WTA 1996. Тривав з 13 до 18 лютого 1996 року.

## Фінальна частина

### Одиночний розряд
Жюлі Алар-Декюжі —  Іва Майолі 7–5, 7–6
- Для Алар-Декюжі це був 3-й титул за сезон і 9-й — за кар'єру.

### Парний розряд
Крісті Богерт /  Яна Новотна —  Жюлі Алар-Декюжі /  Наталі Тозья 6–4, 6–3
- Для Богерт це був 1-й титул за рік і 1-й — за кар'єру. Для Новотної це був 1-й титул за рік і 67-й — за кар'єру.